# Hokej na lodzie na Zimowych Igrzyskach Olimpijskich Młodzieży 2016
Hokej na lodzie na Zimowych Igrzyskach Olimpijskich Młodzieży 2016 odbył się w dniach od 12 do 21 lutego 2016 roku. W przeciwieństwie do zimowych igrzysk olimpijskich, w których rozdawane są jedynie dwa komplety medali (turnieje mężczyzn i kobiet), program młodzieżowych igrzysk obejmuje cztery konkurencje: turniej chłopców i dziewcząt oraz dwa konkursy umiejętności indywidualnych (dziewcząt i chłopców). W rozgrywkach uczestniczyli zawodnicy urodzeni między 1 stycznia 2000 roku, a 31 grudnia 2001 roku.
Rozgrywki odbyły się na lodowiskach: Kristins hall i Youth hall.

## Kalendarz
W poniższym kalendarzu zaprezentowano dni, w których rozdane zostały medale w danej konkurencji (niebieski kolor), rozegrane zostały eliminacje (żółty kolor).
| Luty 2016                                     | Luty 2016                                     | 12 | 13 | 14 | 15 | 16 | 17 | 18 | 19 | 20 | 21 |
| --------------------------------------------- | --------------------------------------------- | -- | -- | -- | -- | -- | -- | -- | -- | -- | -- |
| Turniej chłopców                              | Turniej chłopców                              |    |    |    |    |    |    |    |    |    | 1  |
| Turniej dziewcząt                             | Turniej dziewcząt                             |    |    |    |    |    |    |    |    |    | 1  |
| Konkurs umiejętności indywidualnych chłopców  | Konkurs umiejętności indywidualnych chłopców  |    |    |    |    |    |    | 1  |    |    |    |
| Konkurs umiejętności indywidualnych dziewcząt | Konkurs umiejętności indywidualnych dziewcząt |    |    |    |    | 1  |    |    |    |    |    |

## Zestawienie medalistów
| Konkurencja                                   | Złoto            | Srebro            | Brąz                        |
| Konkurs umiejętności indywidualnych dziewcząt | Sena Takenaka    | Anita Muraro      | Theresa Schafzahl           |
| Konkurs umiejętności indywidualnych chłopców  | Eduard Casaneanu | Sebastian Cederle | Erik Betzold Aleks Haatanen |
| Turniej dziewcząt                             | Szwecja          | Czechy            | Szwajcaria                  |
| Turniej chłopców                              | USA              | Kanada            | Rosja                       |